# Cryphia palliola
Cryphia palliola là một loài bướm đêm trong họ Noctuidae.